# Star Wars Jedi Knight: Jedi Academy
Star Wars Jedi Knight: Jedi Academy es un videojuego de disparos en primera y tercera persona establecido en el universo de Star Wars. Fue desarrollado por Raven Software y publicado , distribuido y promocionado por LucasArts en Norteamérica y por Activision en el resto el mundo. Jedi Academy fue lanzado en septiembre de 2003 y recibió críticas positivas, anotando un puntaje final de 81%.
Jedi Academy corre bajo la misma versión del motor de Quake III: Team Arena usado en su predecesor, Star Wars Jedi Knight II: Jedi Outcast, conteniendo modificaciones al código de Quake para incluir el combate con sables de luz. Una nueva característica de la saga es que el jugador puede modificar el género y apariencia de su personaje, construir un sable de luz escogiendo el estilo de empuñadura y el color de la hoja, y elegir entre un sable único, dos sables o uno doble.
El jugador toma control del personaje Jaden Korr, un estudiante en la Academia Jedi bajo el tutelaje de Kyle Katarn. Ellos deben completar varias misiones asignadas por Katarn y Luke Skywalker. Hay un modo multijugador que permite al jugador jugar contra otras personas en una red.
El 04/04/2013 RavenSoft y Activision liberaron los códigos de Star Wars Jedi Knight II: Jedi Outcast, y Star Wars Jedi Knight: Jedi Academy bajo licencia GPL (sin documentación ni soporte) en conmemoración al cierre de LucasArt.

Poderes de la Fuerza:
Velocidad - Por Defecto
Empujón - Por Defecto
Tirón - Por Defecto
Sentir - Por Defecto
Curar - Lado de la Luz
Truco Mental - Lado de la Luz
Protección - Lado de la Luz
Absorber - Lado de la Luz
Furia Oscura - Lado Oscuro
Drenar - Lado Oscuro
Rayos - Lado Oscuro
Agarre - Lado Oscuro

## Personajes deJedi Academy
- Jaden Korr
- Kyle Katarn
- Luke Skywalker
- Rosh Penin
- Tavion
- Alora
- Chewbacca
- Marka Ragnos
- Boba Fett

## El juego
Los gráficos son relativamente buenos si comparamos con el año que salió a la venta. El sistema de lucha se basa en un continuo combate en tiempo real. Tiene buenas mejoras respecto al Star Wars Jedi Knight II: Jedi Outcast como más poderes de la fuerza o armas mejores.
Además, el juego Jedi Outcast se caracterizaba en muchas ocasionas por misiones rompecabezas, las cuales podía costar mucho superar. En este juego es palpable la simplificación de las misiones y el argumento, sin perder la diversión que caracterizan a los juegos de LucasArts.
El juego de por sí no suele tener errores y va hasta en los Pcs más inferiores. La trama y el argumento es bastante buena, ya que continua la historia narrada en la saga de Star Wars.

## Argumento
Jaden Korr es un personaje bastante poco común entre los jedi, logró construir un sable láser sin entrenamiento oficial, cosa prácticamente imposible, fue asignado a Kyle Katarn como maestro. 
A medida que avanzaba en la academia, guiado por su maestro Kyle Katarn sus poderes aumentaron, se hizo amigo de Rosh Penin y peleó varias misiones contra los discípulos de Ragnos, poderoso lord de los sith al que Tavion planeaba resucitar. Después de que Rosh desapareciera, fue con Kyle a buscarlo y lo encontró en el lado oscuro desatando un duelo contra este. En su lucha contra Rosh su sable láser fue destruido por el cetro de Tavion. Después en Taspir III, Jaden encuentra a Rosh quien le suplica que no lo mate, que está asustado y que lo lleve a la academia. Alora aprendiza de Tavion, quien estaba celosa por el interés que Tavion tenía en Rosh, le tentó a que lo matara y así pasarse al lado oscuro.
Las versiones de lo que sucede con Jaden son dos:

### Unión al lado Oscuro
Jaden, al no controlar su ira, cae al lado oscuro de la fuerza después de matar a Rosh Penin. Piensa que Tavion es demasiado débil para tener el cetro de Ragnos, y tras matar a Alora, se dirige a Korriban, donde elimina a todos los jedi y sith que se interponen en su camino hasta llegar a Tavion. Al apoderarse del cetro después de derrotarla, llega su maestro Kyle Katarn, con quien sostiene un arduo duelo. Katarn sobrevive haciéndose el muerto bajo las piedras que Jaden le arroja. Y finalmente, Jaden se retira en una nave del imperio.

### Camino de la Luz
Por el contrario, si Jaden controla su ira, no mata a Rosh Pennin, se enfrenta a Alora, la derrota y se dirige a Korriban ayudado por los otros jedi, logra llegar a la tumba de Ragnos, en donde se enfrenta a Tavion que como cualquier sith, obsesionada por la idea de no perder, permite a Marka Ragnos ocupar su cuerpo. No usa sable láser sino la espada que saca de su cetro pero bajo la influencia de la energía oscura se transforma en algo muy parecido a las armas Jedi. Jaden consigue derrotar a Tavion, y aunque no pensaba en destruirla, Tavion muere debido a la poderosa corrupción provocada por Ragnos sobre su cuerpo incapaz de soportarla. Finalmente, Jaden logra cerrar la tumba del Lord sith.

## El juego Multijugador
Algo a destacar de este juego es la posibilidad de juego multijugador. 
Su motor (Quake III) permite a los servidores dedicados del juego un máximo de 32 jugadores; las prácticas comunes en los servidores multijugador son por ejemplo:
- FFA: (Free for all) Todos contra todos.
- Duelos: uno contra uno, previo desafío y aceptación del retado, el duelo no acaba hasta que uno de los dos contrincantes cae o termina el tiempo.
- Duelos por el poder: igual que el anterior, pero siendo un duelo 2 contra 1 incrementando el poder del jugador solitario y disminuyéndolo a los otros dos.
- TFFA: (Team Free for all) Todos contra todos por equipos, el rojo y el azul.
- CTF: (Capture The Flag) Dos equipos, rojo y azul, el objetivo es robar la bandera del equipo contrario de su base y llevarla a tu respectiva base.
- Asalto: Son dos equipos sin color asignado, se deben cumplir objetivos específicos según cada mapa en cierto tiempo límite. En este tipo de partida, los personajes, habilidades y/o armas variaran según la misión (no es a libre elección).
- Lugormod: Mod del Jedi Academy en el cual juntas dinero y experiencia para hacerte más fuerte. El poder se mide en niveles, los cuales obtienes comprándolos con el dinero (créditos) juntados, puedes escoger ser sith/jedi (ocupando la fuerza) o mercenario (armas), lo mejor que tu estado o nivel se guarda al salir del juego.
- Makermod: Mod del Jedi Academy, el cual permite a los jugadores modificar cualquier mapa del juego a su gusto con objetos del juego original, o descargados por el propio jugador este mod fue desarrollado por jugadores del Jedi Academy (O sea no es originario del Juego Base).

Este juego ha sido catalogado por muchos de los usuarios que han podido probarlo uno de los mejores de su tiempo, ya que se considera uno de los pocos juegos tan completos en todos los sentidos (peleas con sables de luz, con poderes, con armas, diversidad de modos de juego...).
Que hoy en día es jugado por miles de Personas con presencia de clanes creados por los mismos jugadores.

## Modificaciones
Desde los tiempos de Jedi Outcast han existido una gran cantidad de modificaciones, ya sea para Un Solo Jugador o Multijugador, los jugadores a lo largo del tiempo han aprendido más y más acerca del código del juego y de cómo funciona y han surgido algunos mods bastante reconocidos por la comunidad: 
- JaPlus
- Japp
- OJP